# Bad Investigate
Bad Investigate é um filme português do género comédia, realizado por Luís Ismael e produzido por Cristiana Gaspar e Maria Pacheco. Estreou-se em Portugal a 18 de janeiro de 2018.

## Sinopse
Quando Romeu, um subcomissário da polícia corrupto, obriga dois canastrões que tem no bolso, Alex e Cid, a ludibriar o agente Sam Folkes do FBI, o caldo está internacionalmente entornado. A sua missão de perseguir Xavier, um perigoso traficante em rota de vingança, tem tudo para correr mal.

## Elenco
- Enrique Arce como Xavier
- Sandra B. como Júlia
- Paulo Calatré como Peido
- Rebeca da Cunha como inspetora Santos
- Eric da Silva como Sam
- Salvador del Río como Padre
- J.D. Duarte como Romeu
- Laura Galvão como Cátia
- Luís Ismael como Alex
- José Mateus como Júlio
- Francisco Menezes como Cidálio
- Carmen Méndez como Maria
- Robson Nunes como King Negro
- Luísa Ortigoso como Florinda
- Jorge Pinto como diretor geral Adjunto
- João Pires como inspetor Canhão
- João Ricardo como GNR sénior
- Abilio Bejinha como Homem do Jipe